# Полоз щурячий сірий
Полоз щурячий сірий (Pantherophis spiloides) — неотруйна змія з роду Pantherophis родини Вужеві. Інша назва «чорна щуряча змія».

## Опис
загальна довжина досягає 180 см. За будовою голови та тулуба схожа на Pantherophis obsoletus. Навіть деякий час вважався його підвидом. Голова пласка, тулуб струнке, кремезне. Різниця у назві пов'язано з різницями забарвлення у різні періоди життя. Молоді та дорослі полози мають сірий колір з різними відтінками. На спині також присутні чорні плями. Більш старші особини стають чорними.

## Спосіб життя
Полюбляє ліси, чагарники. Харчується гризунами та дрібними ссавцями. Душить свою здобич.
Це яйцекладна змія. Самка відкладає до 20 яєць.

## Розповсюдження
Мешкає у провінції Онтаріо (Канада), штатах Мічиган, Іллінойс, Індіана, Пенсильванія, Меріленд, Вісконсин, Нью Йорк, Луїзіана (США).